# School of Rock (film)
School of Rock is een Amerikaanse film uit 2003 met Jack Black, Mike White en Joan Cusack. Het is een komische film waarin rockmuziek centraal staat. De regie werd uitgevoerd door Richard Linklater en de première was op 3 oktober 2003. Op 12 maart 2016 ging de live-action show van de film in première op Nickelodeon in de VS.
Deze film werd een inspiratie voor de gelijknamige musical en televisieserie.

## Verhaal
Jack Black speelt in deze film de 30-jarige rockzanger en gitarist Dewey Finn. Hij wordt uit zijn band gezet en heeft daardoor geen geld. Zijn huisbaas en vriend Ned Schneebly zet hem er onder invloed van zijn vriendin uit, omdat Dewey de huur niet meer kan betalen. Als er voor Ned gebeld wordt voor een baan, neemt Dewey op. Als hij hoort dat het om een baan als docent gaat, doet hij alsof hij Ned is. Hij neemt de baan aan om wat extra geld te verdienen, en zo krijgt Dewey de baan als docent op een exclusieve school. Hij verdient er wat geld bij onder de naam van Ned. Langzaam aan wordt Dewey populairder onder de leerlingen, en beginnen ze een rockband te vormen. Ze worden steeds beter en dan ontdekken Ned en zijn vriendin dat Dewey de plaats van Ned heeft ingenomen. De kinderen vinden het eigenlijk niet leuk dat hij hen heeft gebruikt om geld te verdienen ($20.000), maar besluiten toch mee te doen met de wedstrijd. Daar waren ze voor aan het repeteren omdat ze zoveel hebben geoefend met Mr. S. Maar Ned vond het nog minder leuk en heeft Dewey uit huis gezet, waardoor hij dakloos werd en zo toch niet mee kon doen aan de battle of the bands. Dewey was ook drugs- en alcoholverslaafd, en heeft ook wat in de lunch van de kinderen gedaan, waardoor ze allemaal dromen en het gewoon een zieke droom van hem is. Dat kan men op het einde kan zien wanneer hij in de gevangenis zit.

## Rolverdeling
- Jack Black - Dewey Finn / Mr. Schneebly (schuilnaam)
- Mike White - Ned Schneebly
- Joan Cusack - Rosalie Mullins
- Sarah Silverman - Patty Di Marco
- Miranda Cosgrove - Summer Hathaway
- Joey Gaydos Jr. - Zack
- Robert Tsai - Lawrence
- Kevin Clark - Freddie Jones
- Maryam Hassan - Tomika
- Caitlin Hale - Marta
- Rebecca Brown - Katie
- Aleisha Allen - Alicia
- Veronica Afflerbach - Eleni
- Jordan-Claire Green - Michelle
- Angelo Massagli - Frankie
- Cole Hawkins - Leonard
- Brian Falduto - Billy
- James Hosey - Marco
- Zachary Infante - Gordon
- Jaclyn Neidenthal - Emily
- Adam Pascal - Theo
- Lucas Babin - Spider
- Lucas Papaelias - Neil
- Chris Stack - Doug
- Frank Whaley - Battle of the Bands regisseur (onvermeld)